# Мортен Тротциг
Мортен Тротциг (швед. Mårten Trotzig; 11 декабря 1559, Виттенберг — 31 марта [10 апреля] 1617, Стокгольм) — шведский торговец.  
В 1581 году, иммигрировал в Швецию и в 1597 и 1599 годах приобрёл недвижимость в Старом городе. Известно что он торговал железом и медью. В 1595 году, Троциг вышел на пенсию. Во время командировки в Коппарберг был убит, его компания перешла к его вдове Карин Троциг. 

## Память
- Его имя носит переулок Мортена Тротзига в Стокгольме[7].